# Thorée-les-Pins
Thorée-les-Pins é uma comuna francesa na região administrativa do País do Loire, no departamento de Sarthe. Estende-se por uma área de 28.18 km². Em 2010 a comuna tinha 738 habitantes (densidade: 26,2 hab./km²).